# Ivan Tudor
Ivan Tudor (1892. – 22. svibnja 1975.), jedan od nekadašnjih igrača Hajduka koji pripada njegovoj prvoj generaciji. Prva mu je utakmica bila još ona prva trening-utakmica iz 1911. u kojoj je igrao za momčad A protiv momčadi B., a igrao i kao kapetan nešto kasnije protiv Calcia, koju je Hajduk dobio s 9:0. Ukupmo je za Bile do zaključno s 1913. godinom odigrao 24 prijateljske utakmice i postigao 3 gola.
U 1. javnoj utakmici 1911. protiv Calcia uz njega prvu postavu činili su i Joseph Buchberger, Josip Namar, Petar Bonetti, Vilibald Zuppa, Luka Fakač, Branimir Murat, Božidar Šitić, Šime Raunig, Antun Lewaj i Božo Nedoklan.
1912. godine Tudor je također u prvoj postavi koju su još činili Ampalio Šitić, Božidar Šitić, Robert Salvi, Nikola Gazdić, Božo Nedoklan, Mario Righi, Miho Pilić, Petar Dujmović, Mario Nikolić i Nikola De Marchi; u sastavu je i 1913. u kojem su još Paško Sisgoreo, Robert Salvi, Nikola De Marchi, Luka Kaliterna, Mario Righi, Božidar Šitić, Petar Dujmović, Lovro Tagliaferro, Nikola Gazdić i Božo Nedoklan.
Ivan Tudor je potpalio staru Hajdukovu baraku kako bi se došlo do novca od osiguranja, a za to na čijem mjestu je kasnije izgrađen novi Hajdukov dom.
Ivan Tudor bio je Hajdukov blagajnik i 40 godina član uprave.
Statistika u Hajduku
| Natjecanje        | Nastupi | Zgoditci |
| ----------------- | ------- | -------- |
| Prvenstvo         | 0       | 0        |
| Kup               | 0       | 0        |
| Superkup          | 0       | 0        |
| Međunarodne       | 0       | 0        |
| Splitski podsavez | 0       | 0        |
| Ukupno            | 0       | 0        |
| Prijateljske      | 24      | 3        |
| Sveukupno         | 24      | 3        |